# Dina (film, 2017)
Pour les articles homonymes, voir Dina.
Pour plus de détails, voir Fiche technique et Distribution.
Dina est un film documentaire américain écrit et réalisé par Antonio Santini et Dan Sickles et sorti en 2017 au festival du film de Sundance où il remporte le prix du jury des films documentaires américains.

## Synopsis
Une femme excentrique de la banlieue de Philadelphie et un portier de Walmart (en) traversent leur relation évolutive dans une histoire d'amour non conventionnelle.

## Fiche technique
- Titre original : Dina
- Titre français : Dina
- Réalisation : Antonio Santini, Dan Sickles
- Scénario : Antonio Santini, Dan Sickles
- Photographie : Adam Uhl
- Montage : Sofía Subercaseaux
- Musique :
- Pays d'origine : États-Unis
- Langue originale : anglais
- Format : couleur
- Genre : documentaire
- Durée : 101 minutes
- Dates de sortie :
  -  États-Unis : 20 janvier 2017 (festival du film de Sundance)

## Distribution
- Dina Buno
- Scott Levin